# Канищево (Калужская область)
Канищево — деревня в Калужской области России. Входит в городской округ город Калуга.

## География
Расположена в 7 километрах к северу от центра города Калуги, в пойме реки Терепец.

## Население
| 2002 | 2010  | 2022  |
| ---- | ----- | ----- |
| 1005 | ↗1034 | ↗1312 |

Национальный состав
По данным Всероссийской переписи населения 2002 года, русские составляли 96 % от всех 1005 жителей деревни.

## Улицы
Деревня включает 18 улиц:
- 1-й Усадебный переулок
- 1-я Клубничная улица
- 2-й Усадебный переулок
- Улица Валентина Берестова
- Верхняя Усадебная улица
- Улица Дмитриева
- Еловая улица
- Клубничная 1-я улица
- Клубничная 2-я улица
- Улица Кондрова
- Улица Лаврова
- Нижняя Усадебная улица
- Новая улица
- Улица Писарева
- Стрелецкая улица
- Усадебная улица
- Клубничная 3-я улица
- Улица Липовая аллея